# Permorhipida furcativenosa
Permorhipida furcativenosa là một loài côn trùng thuộc bộ Neuroptera. Loài này được Haupt miêu tả năm 1952.